# Tesoriere
Un tesoriere è la persona responsabile della gestione del patrimonio (tesoreria) di un'organizzazione. Le principali funzioni di un tesoriere aziendale includono la gestione della liquidità, la gestione del rischio e la finanza aziendale.

## Governo
Il tesoro di un paese è il ministero responsabile dell'economia, della finanza e delle entrate dello Stato. Il tesoriere è generalmente il capo del tesoro, sebbene, in alcuni paesi (come il Regno Unito o gli Stati Uniti) il tesoro riferisca a un Segretario del tesoro o al Cancelliere dello Scacchiere.
In Australia, il tesoriere è un ministro anziano e di solito il secondo o terzo membro più importante del governo dopo il primo ministro e il vice primo ministro. Anche ogni stato australiano e territorio autonomo ha il proprio tesoriere.
Dal 1867 al 1993, il ministro delle finanze dell'Ontario è stato chiamato tesoriere dell'Ontario.
In origine la parola si riferiva alla persona incaricata del tesoro di un nobile; tuttavia, è ora passato a un uso più ampio. In Inghilterra durante il XVII secolo, una posizione di Lord High Treasurer fu utilizzata in diverse occasioni come terzo grande ufficiale della Corona. Ora il titolo di Primo Lord del Tesoro è il titolo ufficiale del Primo Ministro britannico.

## Aziende
Nelle aziende, il Tesoriere è il capo del dipartimento di tesoreria aziendale. Sono generalmente responsabili della gestione della liquidità, dell'emissione di debito, della copertura del rischio di cambio e del tasso di interesse, della cartolarizzazione, della supervisione della gestione degli investimenti pensionistici e della struttura del capitale (inclusi l'emissione di azioni e il riacquisto). In genere forniscono anche consulenza alla società su questioni relative alla finanza aziendale. Potrebbero anche avere la supervisione di altre aree, come l'acquisto di assicurazioni.

## Associazioni
Molte organizzazioni di volontariato, in particolare organizzazioni senza scopo di lucro come enti di beneficenza, e anche partiti politici nominano tesorieri responsabili della conservazione del tesoro, effettuata attraverso la vendita di prodotti, l'organizzazione di sponsorizzazioni o l'organizzazione di eventi di raccolta fondi.
Il tesoriere fa anche parte del gruppo che sovrintenderà al modo in cui il denaro viene speso, dettando direttamente la spesa o autorizzandola secondo necessità. È loro responsabilità garantire che l'organizzazione disponga di denaro sufficiente per realizzare gli scopi e gli obiettivi dichiarati e che non spenda in eccesso o in difetto. Registri accurati e documentazione di supporto devono essere conservati a un livello di dettaglio ragionevole che fornisca una traccia di controllo chiara per tutte le transazioni.